# Endless Praise
"Endless Praise" es una canción de la banda de adoración contemporánea australiana Planetshakers. Fue lanzado el 9 de marzo de 2014, como el sencillo principal de su álbum en vivo, Endless Praise: Live (2014). La canción también aparece en el álbum Nada Es Imposible (2014), y en el álbum Outback Worship Sessions. La canción fue escrita por Joth Hunt y Andy Harrison.

## Composición y género
La canción fue escrita por Joth Hunt y Andy Harrison.
En el 2014, Planetshakers lanzó la canción Endless Praise, la canción fue grabado en vivo en Hisense Arena, Melbourne, Australia, Joth Hunt lidera la canción, aparece en el álbum Endless Praise: Live (2014).
En el 2014, Planetshakers lanzó la canción Por Siempre Te Alabaré, la canción fue grabada en Planetshakers Studio, Joth Hunt lidera la canción, aparece en el álbum Nada Es Imposible (2014), el primer álbum de la banda en español.
En el 2015, Planetshakers lanzó la canción Endless Praise en un estilo-pop, el compositor Joth Hunt lidera la canción, aparece en el álbum Outback Worship Sessions.

## Videos musicales
El vídeo musical oficial de la canción fue lanzado el 4 de marzo de 2014 y ha obtenido más de 26 millones de visitas hasta abril de 2021.

## Premios y reconocimientos
El video de la canción el Endless Praise fue nominado al premio Dove Award en la categoría Video de formato largo del año 2014 en la 45a edición anual de los GMA Dove Awards.

## Cubiertas y versiones
Endless Praise ha sido traducido e interpretado en muchas iglesias evangélicas alrededor del mundo. Esta canción ha sido cubierta por un número de artistas de música cristiana incluyen: Lakewood Iglesia, El Lugar de Su Presencia, e Ingrid Rosario entre otros artistas.
El 2 de noviembre de 2015, Banda Graça liberó la canción "Endless Praise" en portugués del álbum Quatro Cantos (2015).
El 10 de agosto de 2016, Rodney Howard-Browne lanzó la canción "Endless Praise" del álbum Live Winter Campmeeting '16 (2016), y el álbum God Is Here (2018).
El 28 de febrero de 2017, The Recording Collective lanzó la canción "Endless Praise" del álbum Gospel Vol. 2: Every Praise (2017).
El 23 de febrero de 2018, Rodolfo Frass lanzó la canción "Endless Praise" en portugués.
El 31 de julio de 2020, Funky Worship lanzó la canción "Endless Praise" del álbum Two (2020).